# San-en NeoPhoenix
El San-en NeoPhoenix (en japonés 三遠ネオフェニックス) es un equipo de baloncesto japonés con sede en la ciudad de Toyohashi, que compite en la B.League, la máxima competición de su país. Disputa sus partidos en el Toyohashi City General Gymnasium, con capacidad para 3.500 espectadores.

## Historia
El equipo se fundó en 1965 como equipo de empresa de OSG Corporation, fabricante de piezas de maquinaria con sede en Toyokawa. Continuó siendo un equipo local en la prefectura de Aichi hasta 1995, cuando participó por primera vez en el Campeonato Nacional de Baloncesto Profesional de Japón. Se unió a la Japan Basketball League (JBL) en 1999, ganando el campeonato de Segunda División en 2000. En 2007, se añadió "Higashimikawa" al nombre del equipo, cuando su estadio se trasladó a Toyohashi. Terminó la temporada 2007 en tercer lugar.
A partir de 2008, el Higashimikawa Phoenix se unió a la nueva bj League. Al año siguiente, se añadió "Hamamatsu" al nombre del equipo para enfatizar la franquicia del complejo entre Toyohashi, Hamamatsu y los distritos circundantes. El equipo se registró legalmente como una corporación independiente bajo el nombre de "Phoenix Communications". El club fichó a la reconocida estrella china del baloncesto, Sun Mingming, en 2008.
En julio de 2015, el equipo anunció su participación en la temporada inaugural de la liga profesional B.League, que debutó en 2016, compitiendo en la primera división. Antes de unirse a la liga, el club cambió su nombre a "San-en NeoPhoenix" y comenzó a jugar sus partidos como local en Toyohashi.

## Palmarés
- JBL 2: 1

2001-02
- Bj league: 3

2009-10, 2010-11, 2014-15